# 萨拉扎克
萨拉扎克（法語：Sarrazac，法語發音：[saʁazak]）是法国多尔多涅省的一个市镇，属于农特龙区。

## 地理
萨拉扎克（45°26'10"N, 1°1'48"E）面积29.89 平方千米，位于法国新阿基坦大区多爾多涅省，该省份为法国西南部内陆省份，是法國本土面积第三大的省，大致对应佩里戈尔地区，北起顺时针与夏朗德省、上维埃纳省、科雷兹省、洛特省、洛特-加龙省、吉倫特省和滨海夏朗德省接壤。
与萨拉扎克接壤的市镇（或旧市镇、城区）包括：大瑞米亚克、圣叙尔皮斯-代克西德伊、萨尔朗德、迪萨克、楠蒂亚、楠特伊、圣保罗拉罗什。

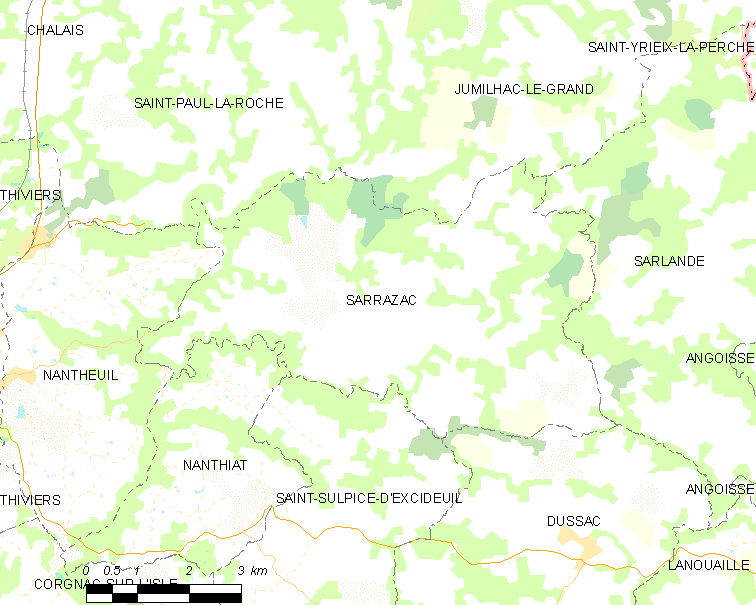
萨拉扎克的OSM定位图

萨拉扎克的时区为UTC+01:00、UTC+02:00（夏令时）。

## 行政
萨拉扎克的邮政编码为24800，INSEE市镇编码为24522。

## 政治
萨拉扎克所属的省级选区为伊勒-卢-欧韦泽尔县。

## 人口

1962-2008年间萨拉扎克人口变化图示

萨拉扎克于2022年1月1日时的人口数量为364人。